# Als wir Waisen waren
Als wir Waisen waren ist ein Roman des britischen Schriftstellers Kazuo Ishiguro. Der Roman erschien 2000 unter dem Titel When We Were Orphans im Verlag Faber and Faber in London und wurde im selben Jahr von Sabine Herting ins Deutsche übersetzt.
Der Roman wurde für den höchsten britischen Literaturpreis, den Booker Prize, nominiert.
In dem Buch geht es um den mühseligen Prozess des Ich-Erzählers, mit einem traumatischen Erlebnis in seiner Kindheit fertigzuwerden. Als er 10 Jahre alt war, sind seine beiden Eltern in Shanghai innerhalb kurzer Zeit nacheinander auf ungeklärte Weise verschwunden. Er wird als Waise nach England zu einer Verwandten, später ins Internat geschickt und kehrt als Erwachsener mit dem festen Vorsatz nach Shanghai zurück, das Verbrechen an seinen Eltern aufzuklären.

## Hintergrund
Der erste Schauplatz des Romans ist Shanghai in den frühen Jahren des 20. Jahrhunderts, als eine gemischte Gesellschaft von ausländischen Diplomaten und Geschäftsleuten luxuriös in einem ghettoartigen Ausländerviertel lebt, streng getrennt von einer im wirtschaftlichen Elend vegetierenden einheimischen Bevölkerung. Zweiter Schauplatz ist das London der 1930er-Jahre, in dem eine vergnügungssüchtige Gesellschaft die Vorzeichen drohender kriegerischer Auseinandersetzungen in Europa und Asien ignoriert. Schauplatz des letzten Teils ist Shanghai im Jahre 1937, das unter dem Kanonenfeuer japanischer Kriegsschiffe liegt, wo Tschiang-Kai-schek und die Kuomintang um die Befreiung Chinas von fremder Herrschaft kämpfen und die heile Welt des internationalen Viertels in den Gräueln die Krieges zusammenbricht.

## Inhalt
Christopher Banks, der Erzähler, wächst als einziges Kind eines englischen Ehepaars in einer Villa im Ausländerviertel Shanghais auf. Der Vater arbeitet für eine englische Firma, die in einen florierenden Opiumimport nach China involviert ist. Christophers Mutter, eine junge, schöne und sehr aufrichtige Frau, engagiert sich mit einer Gruppe gleichgesinnter Engländerinnen in einer Kampagne gegen den Opiumhandel, in dem sie eine Ursache des Elends der chinesischen Bevölkerung sieht. Unterstützt wird sie dabei von „Onkel Philipp“, einem Freund der Familie. Spielkamerad Christophers ist der gleichaltrige Japaner Akira, mit dem er dramatische Fantasiespiele aufführt.
Als Christopher 10 Jahre alt ist, verlässt der Vater eines Morgens das Haus, um nicht mehr zurückzukehren. Wie allgemein angenommen wird, wurde er Opfer einer Entführung. Chinesische Detektive fahnden vergeblich nach den Entführern. Wenig später, als er in Begleitung Onkel Philipps einen Ausflug macht, verschwindet auch die Mutter.
Christopher wird in Begleitung eines alten Obersts nach England zu einer Tante geschickt. Er gilt als Waise, wird aber diese Tatsache nicht für sich akzeptieren. Er fasst den Entschluss, Detektiv zu werden, nach Shanghai zurückzukehren, das Verbrechen aufzuklären und seine Eltern wiederzufinden. Nach dem Besuch eines Internats und dem Abschluss seines Studiums in Cambridge wird er Privatdetektiv und klärt in England mehrere spektakuläre Verbrechen auf. Er macht eine Erbschaft, so dass er finanziell unabhängig wird.

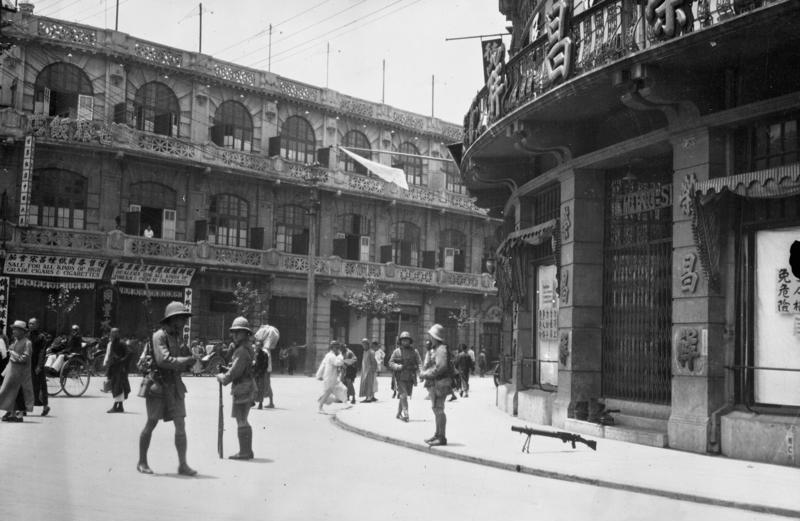
Britische Soldaten sichern Straßen in Shanghai, 1932

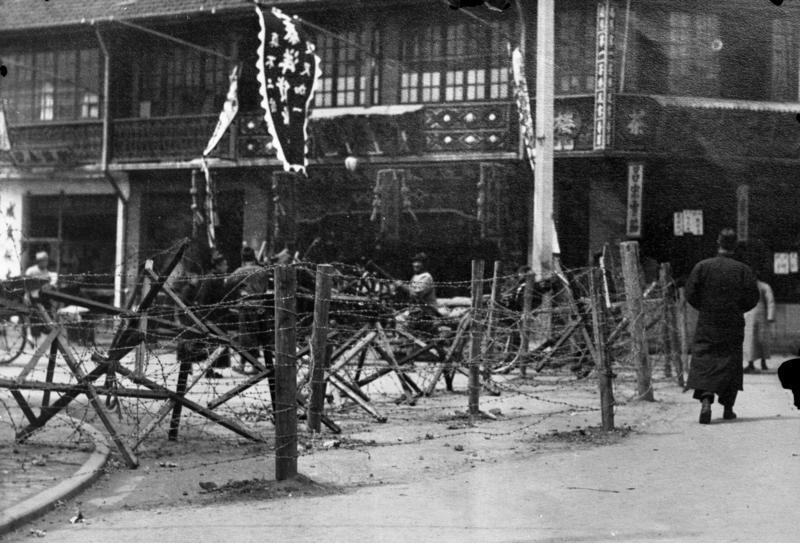
Sperren um das Europäerviertel in Shangai, 1932

1937 kehrt er in ein verändertes Shanghai zurück. Die Stadt ist demilitarisierte Zone. In China, das von einem expansionslüsternen Japan bedroht wird, kämpfen kommunistische Truppen und der Kuomintang um die Vorherrschaft, und Warlords richten sich lokale Herrschaftsgebiete ein. Japanische Kanonenboote nehmen Shanghai unter Beschuss, und die Bewohner des Ausländerviertels sind aufs höchste beunruhigt. Ein Gesprächsthema der Ausländerkolonie ist die Gelbe Schlange, in der man eins der Übel ihrer jetzigen Situation vermutet.
Christopher macht sich auf die Suche nach seinen Eltern, findet mit Hilfe eines chinesischen Detektivs, in seiner Kindheit von ihm bewundert und jetzt ein heruntergekommener Säufer, einen Hinweis auf ein Haus, in dem die Eltern angeblich festgehalten werden. Das Haus liegt zwischen den feindlichen Fronten, trotzdem macht er sich auf die Suche. Er findet sich in einem wahren Albtraum wieder: überall rauchende Trümmer, Leichen chinesischer Frauen und Kinder, verstümmelte japanische Soldaten. Er trifft auf einen japanischen Soldaten und meint, in diesem Akira zu erkennen. Der Japaner kann ihm zwar bei der – erfolgreichen – Suche nach dem Haus helfen, wird aber von japanischen Soldaten als Verräter verhaftet. Im Haus findet sich von den Eltern keine Spur.
Erst in einem von der chinesischen Geheimpolizei vermittelten Gespräch mit „Onkel Philipp“ erfährt er endlich, wie es zum Verschwinden der Eltern kam. Der Vater verließ die Familie mit seiner Geliebten und ist inzwischen tot, die Mutter beleidigte einen chinesischen Warlord, der sich durch die Entführung rächte. Um ihren Sohn zu schützen, ertrug die Mutter jahrelange Gefangenschaft und Erniedrigungen. 

## Ausgaben
- When We Were Orphans. London: Faber & Faber 2000. ISBN  0-571-20516-X
- Als wir Waisen waren. Roman. Übersetzung Sabine Herting. München 2000. ISBN 3-442-72981-5